# WWE Women's ID Championship
El WWE Women's ID Championship (Campeonato Femenino ID de WWE, en español) es un campeonato femenino de lucha libre profesional creado y promovido por la empresa estadounidense WWE para su programa de Desarrollo Independiente (ID), junto con el Campeonato ID de WWE. A diferencia de otros títulos de la WWE, el Campeonato Femenino ID de la WWE se defiende exclusivamente en el circuito independiente y está abierto a todas las luchadoras independientes. La actual campeona es Kylie Rae, quien derrotó a Zara Zakher y Zayda Steel en la final de un torneo de triple amenaza para convertirse en la campeona inaugural en el evento de Game Changer Wrestling, The ID Showcase, el 1 de agosto de 2025.
WWE ID está diseñado para facilitar la transición de luchadores independientes a la WWE. Los campeonatos masculino y femenino de ID se establecieron el 18 de febrero de 2025, y si un luchador no perteneciente a WWE ID gana cualquiera de los dos títulos, recibirá un contrato de WWE ID.

## Historia
En octubre de 2024, la empresa estadounidense de lucha libre profesional WWE presentó el programa de Desarrollo Independiente (ID), similar a su programa Next in Line (NIL) para atletas universitarios. El ID busca apoyar el desarrollo de luchadores independientes mediante la colaboración con diversas escuelas y promociones de lucha libre del circuito independiente . Las primeras promociones y escuelas asociadas confirmadas fueron Reality of Wrestling, Black and Brave Academy, Nightmare Factory, Elite Pro Wrestling Training Center y KnokX Pro Academy. 
Durante una conferencia de prensa el 18 de febrero de 2025, el Director de Contenido de la WWE, Paul "Triple H" Levesque, presentó los Campeonatos de WWE ID masculino y femenino. Los títulos fueron diseñados para ser defendidos exclusivamente en el circuito independiente, ofreciendo a los talentos emergentes mayor exposición y oportunidades. Los campeones inaugurales se determinaron mediante un torneo con los mejores prospectos del programa WWE ID. Los combates del torneo estaban programados para llevarse a cabo en varios eventos de lucha libre independiente, destacando la colaboración de la WWE con la escena de la lucha libre independiente. Los participantes del torneo inaugural fueron todos prospectos de WWE ID, y los combates de primera ronda fueron organizados por Game Changer Wrestling (GCW) el 16 de abril y Future Stars of Wrestling el 18 de abril durante la semana de WrestleMania 41. Luego se confirmó que después de la coronación de los campeones inaugurales, todos los luchadores independientes serían elegibles para competir por los Campeonatos ID y que si un luchador ID que no perteneciera a la WWE ganara alguno de los títulos, recibiría un contrato ID de la WWE. Además, la creación de este título se enmarca en la estrategia de WWE de ampliar y diversificar sus campeonatos femeninos. En 2024, se introdujeron otros títulos como el  Campeonato Femenino de los Estados Unidos de WWE. y el Campeonato Femenino Intercontinental, cada uno asociado a diferentes marcas y con el objetivo de brindar más oportunidades y reconocimiento a las luchadoras.
El formato del torneo femenino fue un torneo de todos contra todos. El 8 de julio de 2025, se confirmó que la final del torneo se llevaría a cabo en el evento de GCW, The ID Showcase, el 1 de agosto durante la semana de SummerSlam. La final del torneo fue una lucha de triple amenaza entre Kylie Rae, Zara Zakher y Zayda Steel, que Rae ganó para convertirse en la Campeona inaugural de ID Femenina. 

## Diseño
El cinturón del Campeonato Femenino ID de la WWE es idéntico a la versión masculina, aunque más pequeño y con correa blanca. Presenta un diseño moderno que incorpora elementos que representan tanto a la WWE como a la escena de la lucha libre independiente. La placa central luce de forma prominente el logotipo de WWE ID, flanqueada por placas laterales personalizables que el campeón reinante puede personalizar. 

## Campeonas

### Lista de campeonas
| N.º | Campeona  | Lucha               | Lucha                                   | Lucha                         | Estadísticas | Estadísticas | Notas y referencias                                                   |
| N.º | Campeona  | Fecha               | Evento                                  | Ubicación                     | Reinado      | Días         | Notas y referencias                                                   |
| --- | --------- | ------------------- | --------------------------------------- | ----------------------------- | ------------ | ------------ | --------------------------------------------------------------------- |
| 1   | Kylie Rae | 1 de agosto de 2025 | Game Changer Wrestling: The ID Showcase | East Rutherford, Nueva Jersey | 1            | 16+          | Derrotó a Zara Zakher y Zayda Steel en la final del torneo inaugural. |